# 怪人二十面奏
怪人二十面奏（かいじんにじゅうめんそう）は、日本のヴィジュアル系ロックバンド。

## 概要
怪人二十面奏は、日本のヴィジュアル系バンド。レーベルはバデッグボックス。
2014年より前身アコースティックユニット「怪人二十面奏」として定期的に活動し、2015年6月よりバンド編成として本格的に活動を開始させた。
全作詞をマコトが、全作曲をKENが行なっている。

## メンバー
- 唄: マコト （11月28日生、O型、奈良県出身）THE BEETHOVENのボーカリストとしても活動中
- ギター: KEN（ケン） （4月21日生、O型、京都府出身）

### サポートメンバー
- ギター: 龍（4月27日生、A型、京都府出身）ex.ドレミ團のギタリスト
- ベース: 竹田和彦 （10月24日生、A型）ex.LIPHLICHのベーシスト
- ドラム: Shinsaku(シンサク) （12月25日生、B型）ex.BRANDROIDのドラマー

### 旧サポートメンバー
- ドラム: ラミ（7月26日生、O型）ex.Amber grisのドラマー
- ベース: IORI(イオリ) （4月26日生、AB型）Larme Belladonnaのベーシスト
- ドラム: 桐（1981年9月27日生、O型、埼玉県出身）heidi.のドラマー

## 来歴
2015年
- 6月28日　川崎CLUB CITTA'にて行われたART POP ENTERTAINMENT PRESENTS【ANNIVERSARY- ROOM101520-】にて初ライブ。

2016年
- 3月16日　ファーストシングル「愛憎悪」を限定リリースするも即日完売。急遽、4月13日「愛憎悪-セカンドプレス-」をリリース
- 7月3日　一周年記念単独公演「NUMBER TWENTY~ネオン街に棲む悪魔~」【新宿RUIDO K4】
- 10月19日　セカンドシングル「アヴストラクト シニシズム」リリース
- 10月21日 Zirco Tokyoにて単独公演「死に沈む」
- 10月28日 OSAKA VARONにて単独公演「死に沈む」

2017年
- 4月21日 渋谷RUIDO K2にてKEN生誕祭「King Eternal Neurosis」
- 6月15日 池袋CYBERにてアルバム完成披露試聴＆解説＆実演会と題し入場料20円のイベントを行う
- 6月21日　ファーストアルバム「怪人二十面奏」リリース
- 7月8日　アルバム発売＆二周年記念単独公演「命日」【東京キネマ倶楽部】

- 10月14日大阪D'にて単独公演「昼は夢 夜ぞ現」-D'坂の殺人事件-

- 10月29日名古屋UNLIMITSにて単独公演「昼は夢 夜ぞ現」-大須地獄-
- 11月26日渋谷スターラウンジにて単独公演「昼は夢 夜ぞ現」-オルガン坂に見る夢は-

2018年
- 3月6日 サードシングル「可不可(かふか)」発売
- 3月21日 新宿ReNYにて単独公演「カフカの憂鬱」
- 7月8日 東京キネマ倶楽部にて3周年記念単独公演「明日-めいにち-」
- シングル「明日へ(あしたへ)/G,Jクローバー連続殺人事件」会場限定発売
- 11月 東名阪単独公演「無能丿人、廻ル秒針」全3公演
- シングル「噫無情(ああむじょう)/ヲルガン坂に見る夢は」会場限定発売

2019年
- 3月6日 シングル「ブラックアウトヒステリーアワー/狼」発売

- 6月26日 セカンドフルアルバム「聲命力」発売
- 6月26日 赤羽ReNY alphaにて初の主催イベント「赤羽頽廃芸術転獄」開催

- アルバム発売記念単独公演巡業「汎幸聲命」全5公演。千穐楽は4周年記念公演 7月25日TSUTAYA O-WEST

- 11月、単独公演巡業二〇一九 秋「ネオ・シュルレアリスム」敢行(全4公演)。会場にて限定シングル「ゲエ・ギムギガム・プルルル・ギムゲム/色盲」発売。千穐楽は12月16日新宿BLAZE

## ディスコグラフィー
シングル
- 「愛憎悪」（2016年3月16日）BDBX-0033
- 「愛憎悪-セカンドプレス-」（2016年4月13日）BDBX-0034
- 「アヴストラクト シニシズム」（2016年10月19日）BDBX-0033
- 「可不可」（2018年3月7日）可能盤BDBX-0050A 不可能盤BDBX-0050B
- 「ブラックアウト ヒステリーアワー/狼」（2019年3月6日）BDBX-0057

デジタルシングル
- 「人間失却/偶像破壊黙示録」（2020年9月9日）BDBX-0067

アルバム
- 「怪人二十面奏」（2017年6月21日）怪人盤BDBX-0039A 二十盤BDBX-0039B 面奏盤BDBX-0039C
- 「聲命力」（2019年6月26日）BDBX-0059
- 「人生」（2022年11月2日）BDBX-0091

会場限定
- 「NUMBER TWENTY/透明。」（2016年7月3日）
- 「怪人二十面奏のテエマ/デカダンス ゴーゴー16」（2016年10月21日）
- 「狂った過失」（2017年2月12日）HMSR-0052G（SEX-ANDROIDとのコラボシングル）
- 「明日へ/G,Jクローバー連続殺人事件」（2018年7月8日）
- 「明日へ / G,Jクローバー連続殺人事件-セカンドプレス-」（2018年8月6日）
- 「噫無情 / ヲルガン坂に見る夢は」（2018年11月23日）
- 「ゲエ・ギムギガム・プルルル・ギムゲム/色盲」（2019年11月28日）
- 「Pied Piper of Hamelin/FAUST」（2021年6月28日）

配布
- 「東京抒情悲劇」（2018年3月21日）2018年3月21日(水)新宿ReNY単独公演「カフカの憂鬱」来場者に配布

DVD
- 「二周年記念単独公演「命日」二〇一七年七月八日 於:東京キネマ倶楽部」（2017年11月26日）BDBX-0045
- 「三周年記念単独公演「明日-めいにち-」二〇一八年七月八日 於:東京キネマ倶楽部」（2018年11月23日）BDBX-0056